# Neoechinorhynchus magnapapillatus
Neoechinorhynchus magnapapillatus är en hakmaskart som beskrevs av Johnson 1969. Neoechinorhynchus magnapapillatus ingår i släktet Neoechinorhynchus och familjen Neoechinorhynchidae. Inga underarter finns listade i Catalogue of Life.